# Charles Barry
Charles Barry (Londres, 23 de mayo de 1795 – 12 de mayo de 1860) fue un arquitecto inglés, conocido por su participación en la reconstrucción del Palacio de Westminster en la primera mitad del siglo XIX. Diseñó también otros edificios y jardines. Es conocido por su importante contribución a la utilización de la arquitectura italianizante en Gran Bretaña, especialmente el uso del palazzo como base para el diseño de casas de campo, mansiones y edificios públicos en la ciudad. También desarrolló el estilo del jardín renacentista italiano en los muchos jardines que diseñó en torno a las casa de campo.

## Aprendizaje

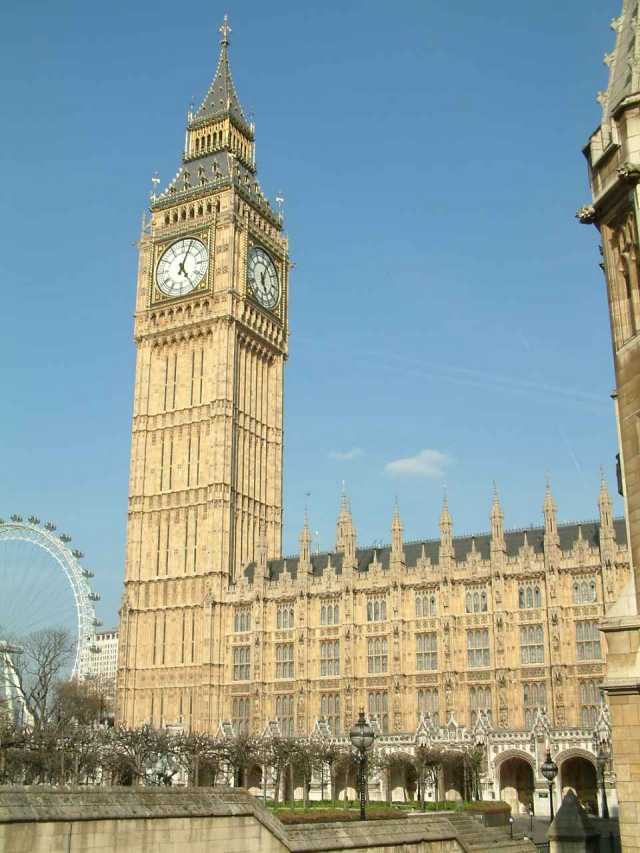
La Torre del Reloj de Westminster, la construcción más famosa de Barry.

Nacido en Bridge Street, ciudad de Westminster. Fue educado de manera privada antes de convertirse en aprendiz en Lambeth a los quince años. Cuando su padre murió, heredó una cantidad de dinero que le permitió viajar alrededor del Mediterráneo y el Medioeste (1817-20). Sus viajes en Italia le mostraron la arquitectura del Renacimiento y aparentemente lo inspiró para convertirse en arquitecto.

## Inicios de su carrera
Su primera comisión civil importante vino en 1824 cuando ganó la competencia para diseñar el nuevo Royal Manchester Institution para la promoción de Literatura, Ciencia y Arte (ahora parte de la Manchester Art Gallery). Además en el noroeste de Inglaterra, diseñó Buile Hill House en Salford (1825-27) y muchas iglesias en Mánchester incluyendo la de Todos los Santos, Whitefield y la Ringley, 1827, parcialmente demolida en 1854. 
Otra de las iglesias diseñadas por Barry es St Andrew (Waterloo Street, Brunswick) en Brighton, East Sussex en 1828.

## Las Cámaras del Parlamento
Tras el incendio de las Cámaras del Parlamento el 16 de octubre de 1834, Barry ganó en 1836, la comisión para diseñar el nuevo Palacio de Westminster. De esta manera contrataría a Augustus Pugin para trabajar en la construcción de estilo gótico. Las obras iniciaron con la puesta de los cimientos el 27 de abril de 1840. La Cámara de los Lores fue finalizada en 1847 y la Cámara de los Comunes en 1852. 
Mientras se realizaba la reconstrucción del Palacio, Barry también participó en los comités encargados de desarrollar los planes para la Gran Exposición de 1851. Aunque su participación en el rediseño del Parlamento le dio a Barry un nombre de prestigio en la arquitectura (fue premiado con la Medalla Real de Oro de la RIBA en 1850) estuvo también a punto de acabar con él. La construcción sufrió retrasos y se excedió en los montos presupuestados, ocasionado el cansancio y estrés de Barry.
Durante los mismos años, realizó otros trabajos como la reforma de la mansión Kingston Lacy, en Dorset. Recubrió sus fachadas con piedra, reformó la escalera principal y le sumó una cúpula. Había conocido al propietario de este palacio durante un viaje a Abu Simbel en Egipto.

## Principales obras
- década de 1820: remodelación de Soughton Hall bajo las instrucciones del compañero de viaje William John Bankes;
- 1822–25: All Saints' Church, Whitefield;
- 1821–1824: iglesia de St George,  en Tyldesley, una de las  Commissioners' Church
- 1825: iglesia de St Matthew, en Mánchester;
- 1824–1828: iglesia de St Peter, en Brighton;
- 1824–1835: The Royal Institution of Fine Arts, Mánchester, ahora Manchester Art Gallery;
- 1827: Nueva torre de la iglesia de Petworth, Sussex;
- 1828: Royal Sussex County Hospital, Brighton;
- 1830: villa de Thomas Attree y the Pepper Pot, Queen's Park, Brighton;
- 1830–1832: Travellers Club. Pall Mall, Londres;
- 1831: Remodelación de Dulwich College ampliamente destruido y luego reconstruido por Charles Barry, Jr.;
- 1834–1836: Royal College of Surgeons, (el pórtico que se conserva es del edificio de George Dance the Younger) Londres;
- 1834: torres Horsely  East Horsley;
- 1834–1838: Nueva portería y estancia de entrada además de alteraciones en los jardines Bowood House, Wiltshir;
- 1835–1839: Remodelación de Kingston Lacy, Dorset;
- 1837–1839: The Manchester Athenaeum (1837–39 – ahora también parte de la  Manchester Art Gallery)
- 1837: The Reform Club, Londres (siguiente puerta de Travellers)
- 1838: King Edward's School, New Street, Birmingham;
- 1838–1840: Lancaster House, Londres, interiores;
- 1837–1839: Upper Brook Street Chapel, Mánchester;
- 1840: precinto de Trafalgar Square ;
- 1841–1842: Pentonville, Londres, detalles arquitectónicas, conjunto diseñado por Joshua Jebb;
- 1842: Remodelación de Trentham Hall y creación de sus jardines italianizantes, al norte de Staffordshire;
- 1842: Remodelación  (virtual reedificación) de Highclere Castle, Hampshire;
- 1843–1846: añadido de alas y otras remodelaciones, Duncombe Park, Yorkshire;
- 1843–1845: iglesia Holy Trinity, Hurstpierpoint, Sussex;
- 1843–1850: Remodelación de Harewood House, Yorkshire;
- 1845: Lansdowne Monument, Cherhill, Wiltshire;
- 1846–1847: edificio del HM Treasury en Whitehall (remodelación de un anterior edificio de sir John Soane);
- 1846–1851: Bridgewater House, Westminster, Londres;
- 1848–1852: Canford Manor en gótico Tudor, ahora la Canford School, Dorset;
- 1850–1851: Cliveden House in Buckinghamshire;
- 1850: Remodelación de Dunrobin Castle cerca de Golspie, Escocia;
- 1850: Remodelación de Kiddington Hall, Oxfordshire;
- 1850: Remodelación de Shrubland Park y jardines italianizantes, Suffolk;
- 1824–1835: cámaras de Barristers en los jardines del Temple 1 en Inner Temple
- 1824–1835: Restauración de Gawthorpe Hall, cerca de Burnley, Lancashire (1850–52)
- 1824–1835: Halifax Town Hall, West Yorkshire (diseñada en 1860; completada por Edward Middleton Barry, 1863)